# Next Generation ATP Finals 2018
De Next Generation ATP Finals 2018 was de tweede editie van het gelijknamige tennistoernooi en vond plaats van 6 tot en met 10 november. Het toernooi werd gespeeld op de terreinen van de Fiera Milano in Milaan.

## Deelnemers en prijzengeld

### Deelnemers
De zeven geplaatste spelers en de Italiaanse wildcard:
| Nr.   | Speler             | Resultaat     |
| ----- | ------------------ | ------------- |
| 1.    | Stéfanos Tsitsipás | winnaar       |
| 2.    | Alex de Minaur     | runner-up     |
| 3.    | Frances Tiafoe     | groepsfase    |
| 4.    | Taylor Fritz       | groepsfase    |
| 5.    | Andrej Roebljov    | derde plaats  |
| 6.    | Jaume Munar        | vierde plaats |
| 7.    | Hubert Hurkacz     | groepsfase    |
| 8/WC. | Liam Caruana       | groepsfase    |

### Prijzengeld
| Resultaat                      | Prijzengeld |
| ------------------------------ | ----------- |
| winnaar zonder nederlaag       | $ 407.000   |
| bonus winnaar zonder nederlaag | $ 24.000    |
| winnaar                        | $ 235.000   |
| finale                         | $ 130.000   |
| derde plaats                   | $ 78.000    |
| vierde plaats                  | $ 52.000    |
| groepsfase (per overwinning)   | $ 32.000    |
| deelnemers                     | $ 52.000    |
| vervangers                     | $ 16.000    |

De Duitser Alexander Zverev (deelname aan ATP Finals) en de Canadees Denis Shapovalov (vermoeidheid) waren eveneens gekwalificeerd, maar lieten verstek gaan voor het toernooi.

## Toernooischema
| Legenda | Legenda                  |
| ------- | ------------------------ |
| Q       | Qualifier                |
| WC      | Deelname via wildcard    |
| LL      | Lucky Loser              |
| r       | Opgave / trok zich terug |
| w/o     | Walk-over                |
| Alt     | Alternate                |
| SE      | Special Exempt           |
| PR      | Protected Ranking        |
| d       | Diskwalificatie          |

### Groepsfase

#### Groep A
|                    |                | score                       |
| ------------------ | -------------- | --------------------------- |
| Stéfanos Tsitsipás | Jaume Munar    | 4-3(5), 4-3(3), 3-4(4), 4-2 |
| Frances Tiafoe     | Hubert Hurkacz | 4-1, 4-2, 2-4, 4-3(10)      |
| Hubert Hurkacz     | Jaume Munar    | 4-2, 4-2, 2-4, 3-4(5), 4-1  |
| Stéfanos Tsitsipás | Frances Tiafoe | 4-3(3), 4-3(5), 4-2         |
| Jaume Munar        | Frances Tiafoe | 4-1, 4-3(3), 4-1            |
| Stéfanos Tsitsipás | Hubert Hurkacz | 4-1, 4-3(2), 4-1            |

| Nr. | Speler             | Wedstrijd w-v | Sets w-v | Games w-v |
| --- | ------------------ | ------------- | -------- | --------- |
| 1   | Stéfanos Tsitsipás | 3-0           | 9-1      | 39-25     |
| 2   | Jaume Munar        | 1-2           | 6-6      | 37-37     |
| 3   | Hubert Hurkacz     | 1-2           | 4-8      | 32-39     |
| 4   | Frances Tiafoe     | 1-2           | 3-7      | 27-34     |

#### Groep B
|                 |                 | score                         |
| --------------- | --------------- | ----------------------------- |
| Andrej Roebljov | Taylor Fritz    | 4-2, 1-4, 3-4(4), 4-3(2), 4-2 |
| Alex de Minaur  | Liam Caruana    | 4-1, 4-1, 4-2                 |
| Taylor Fritz    | Liam Caruana    | 1-4, 4-1, 4-3(9), 4-2         |
| Alex de Minaur  | Andrej Roebljov | 4-1, 3-4(5), 4-1, 4-2         |
| Andrej Roebljov | Liam Caruana    | 4-3(7), 4-1, 4-2              |
| Alex de Minaur  | Taylor Fritz    | 4-3(8), 4-1, 4-2              |

| Nr. | Speler          | Wedstrijd w-v | Sets w-v | Games w-v |
| --- | --------------- | ------------- | -------- | --------- |
| 1   | Alex de Minaur  | 3-0           | 9-1      | 39-18     |
| 2   | Andrej Roebljov | 2-1           | 7-5      | 36-36     |
| 3   | Taylor Fritz    | 1-2           | 5-7      | 34-38     |
| 4   | Liam Caruana    | 0-3           | 1-9      | 20-37     |

### Eindfase
|  | Halve finale | Halve finale       | Halve finale   | Halve finale | Halve finale | Halve finale | Halve finale |                |    | Finale             | Finale       | Finale       | Finale       | Finale       | Finale       | Finale       |
|  |              |                    |                |              |              |              |              |                |    |                    |              |              |              |              |              |              |
|  | 1            | Stéfanos Tsitsipás | 4              | 35           | 4            | 2            | 4            |                |    |                    |              |              |              |              |              |              |
|  | 5            | Andrej Roebljov    | 3              | 4            | 0            | 4            | 32           |                |    |                    |              |              |              |              |              |              |
|  | 5            | Andrej Roebljov    | 3              | 4            | 0            | 4            | 32           |                | 1  | Stéfanos Tsitsipás | 2            | 4            | 4            | 4            |              |              |
|  |              |                    |                |              |              |              |              |                | 1  | Stéfanos Tsitsipás | 2            | 4            | 4            | 4            |              |              |
|  |              | 2                  | Alex de Minaur | 4            | 1            | 3            | 3            |                |    |                    |              |              |              |              |              |              |
|  | 2            | 2                  | Alex de Minaur | 4            | 1            | 3            | 3            | Alex de Minaur | 35 | 4                  | 4            | 34           | 4            |              |              |              |
|  | 2            |                    |                |              |              |              |              | Alex de Minaur | 35 | 4                  | 4            | 34           | 4            |              |              |              |
|  | 6            | Jaume Munar        | 4              | 1            | 1            | 4            | 2            |                |    | Derde plaats       | Derde plaats | Derde plaats | Derde plaats | Derde plaats | Derde plaats | Derde plaats |
|  |              |                    |                |              |              |              |              |                | 5  | Andrej Roebljov    | 1            | 4            | 2            | 4            | 4            |              |
|  |              |                    |                |              |              |              |              |                |    | 6                  | Jaume Munar  | 4            | 34           | 4            | 2            | 3            |

2017 · 2018 · 2019 · 2020 · 2021 · 2022 · 2023 · 2024
Grand Slam: Australian Open (m-md) · Roland Garros (m-md) · Wimbledon (m-md) · US Open (m-md)
Landenteams: Davis Cup · Hopman Cup